# Bom Conselho
Bom Conselho là một đô thị thuộc bang Pernambuco, Brasil. Đô thị này có diện tích 748,1 km², dân số năm 2007 là 43467 người, mật độ 58,1 người/km².